# Église Saint-Honoré d'Amiens
Pour les articles homonymes, voir Église Saint-Honoré.
L'église Saint-Honoré d'Amiens est située à Amiens, dans le département de la Somme, à proximité du centre-ville, à côté des boulevards intérieurs, à l'entrée du faubourg de Beauvais.

## Historique
Honoré vécut au VIe siècle, originaire de Port-le-Grand, village près d'Abbeville. Il fut évêque d'Amiens. Il est le patron des boulangers, des pâtissiers, des meuniers et des marchands de farine.
Au milieu du XIXe siècle, une église fut construite à l'emplacement de l'église actuelle. Elle fut placée sous le vocable de saint Honoré. L'édifice fut détruit lors des bombardements allemands du 19 mai 1940.
Après la Seconde Guerre mondiale, l'église de style art déco fut reconstruite par les architectes Paul Tournon et Marcel Gogois, entre 1957 et 1961. L'architecte Paul Tournon, gendre d'Édouard Branly, réutilisa en le modifiant partiellement, le plan du pavillon pontifical conçu pour l'Exposition universelle de 1937 de Paris, lui ajoutant un clocher coiffé d'une statue (clocher prévu dans les projets originaux du pavillon, mais finalement pas réalisé).
En avril 1982, un photographe, qui regardait la statue avec son téléobjectif, décela des fissures et des affaissements sur la statue qui ornait le sommet du clocher. La statue de Notre Dame de France fut déposée et entreposée en attendant sa restauration. Elle fut acheminée en 1988 à Baillet-en-France pour y être réinstallée répondant ainsi à un souhait de Mgr Jean Verdier, archevêque de Paris entre les deux guerres. Par la suite, une réplique de la statue fut réinstallée en haut du clocher.

## Caractéristiques

### Extérieur
L'ensemble de la construction comprend l'église et ses dépendances : presbytère, salle paroissiale, cour et jardin. Les bâtiments sont construits en béton armé recouvert d'un parement de pierre calcaire. Au nord de l'abside, le clocher quadrangulaire se termine par une flèche de béton surmontée d'une statue colossale de sept mètres de haut, œuvre de Roger de Villiers intitulée Notre-Dame de France, représentant la Vierge à l'Enfant.
La façade est percée de trois portes monumentales surmontées de mosaïques réalisées par Florence Tournon-Branly, fille de l'architecte. Elles représentent quatre évêques symbolisant l'humanité, de part et d'autre d'une croix surmontée d'une colombe. Sous les mosaïques, une coursière donne accès à une chaire extérieure, accessible depuis deux portes latérales.

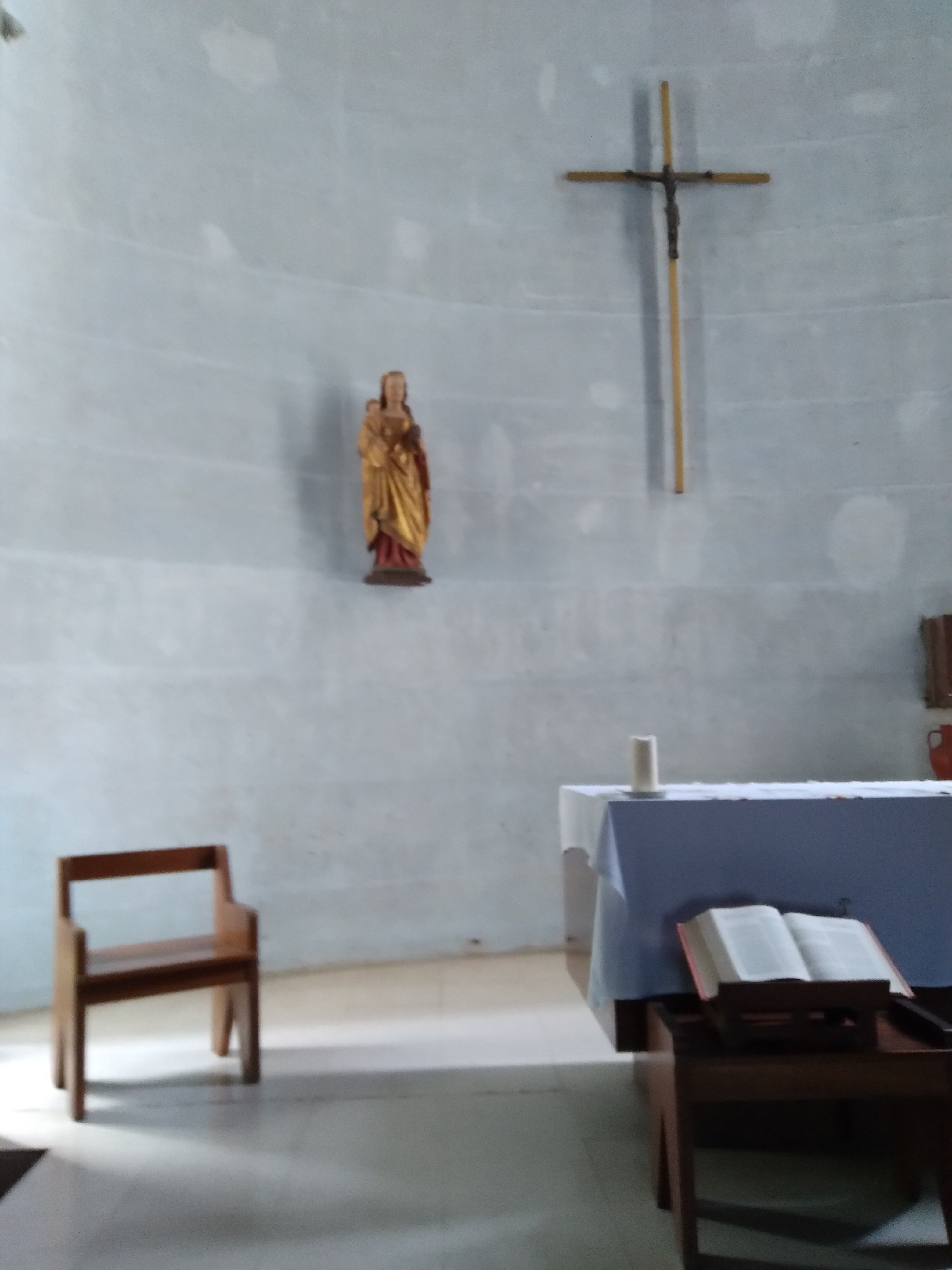
Le chœur.

### Intérieur
La nef de plan carré est flanquée de deux bas-côtés. L'église est éclairée par les verrières de la nef et par la coupole octogonale à quatre niveaux conçues par le maître-verrier Joseph Archepel. Deux salles sont disposées au nord et au sud du chœur servent de sacristie. La chapelle des fonts baptismaux située dans le clocher est délimitée par une colonnade.

Une tribune surmonte l'entrée principale, sur la corniche on peut lire cette inscription   : 

« Allez, enseignez toutes les nations : et voici que je suis avec vous jusqu'à la consommation des siècles. »

 (Mt 28,19-20).  
Une statue en bois de saint Honoré a été réalisée par Jean-Pierre Facquier, sculpteur amiénois.

## Protection
L'église Saint-Honoré en totalité, incluant le mobilier (lambris auxquels sont intégrés les confessionnaux, les stalles et le chemin de croix) et le presbytère font l'objet d'une inscription au titre des Monuments historiques par arrêté du 9 avril 2024.